# Mesoligia albimacula
Mesoligia albimacula är en fjärilsart som beskrevs av Arnold Spuler 1905. Mesoligia albimacula ingår i släktet Mesoligia och familjen nattflyn. Inga underarter finns listade i Catalogue of Life.